# Sam Kyritsoglou
Sam Kyritsoglou (15 september 1983) is een Belgisch boogschutter.

## Levensloop
Kyritsoglou studeerde chemie aan de Université de Liège en is werkzaam bij Eurogentec. Hij startte eind 1998 met boogschieten] en schiet met een compoundboog.
Kyritsoglou won in 2000 zijn eerste provinciale kampioenschap. Sindsdien werd hij een aantal malen landskampioen. Hij is lid van het Belgisch nationaal team en doet ook internationaal aan wedstrijden mee. In mei 2010 won hij in Poreč (Kroatië) stage 1 van de wereldbeker.